# Смрт у рају (7. сезона)
Седма сезона британске полицијске крими-драмедије Смрт у рају емитована је од 4. јануара до 22. фебруара 2018. године на каналу BBC One.

## Опис
На крају сезоне, Двејн одлази на крстарење са својим оцем. Такође, у овој сезони се први пут појавила Двејнова девојка Дарлин Куртис.

## Улоге

### Главне
- Ардал О'Хенлон као ДИ Џек Муни
- Дени Џон-Џулс као Позорник Двејн Мајерс
- Жозефин Жобер као ДН Флоренс Касел
- Тоби Бејкер као позорник Ж. П. Хупер
- Елизабет Буржин као Кетрин Бордеј
- Дон Варингтон као начелник Селвин Патерсон

### Епизодне
- Џини Холдер као Дарлин Куртис (епизоде 3−5, 7)

## Епизоде
| Бр. еп. (укупно) | Бр. еп. (у сезони) | Наслов                 | Редитељ          | Сценариста      | Премијера         | Гледаност у Британији (милиони) |
| --- | ------------------ | ---------------------- | ---------------- | --------------- | ----------------- | ------------------------------- |
| 49 | 1                  | "Убиство одозго"       | Џонатан Гершфилд | Роберт Торогуд  | 4. јануар 2018.   | 8,17                            |
| Дајен Смит је пала у смрт са балкона хотела на дан венчања са милијардером Филипом Марстоном. Џек је уверен да је Дајен убијена јер није вратила поклопац на лак за нокте пре него што је пала са балкона. Осумњичени су некооперативни менаџер хотела, као и Марстонова деца која су смислила лукав план да спрече да се њихов размажени начин живота смањи након венчања. Флоренс се повредила док је хватала осумњиченог због чега је привремено била одсутна са посла. |                    |                        |                  |                 |                   |                                 |
| 50 | 2                  | "Улози су велики"      | Стјуарт Свасенд  | Џејк Ридел      | 11. јануар 2018.  | 8,04                            |
| Финале такмичења у покеру се одржава на Сент Мерију, а награда је 3 милиона долара за победника. Међутим, током меча један од финалиста, Боби Родригез пада мртав за столом. Џек у почетку сумња да је Бобија убијен отрованом картом, али онда сазнаје да је Бобијева цигара отрована. Сумња пада на Бобијевог најближег противника Реја Кембела све док се није открила породична тајна са којом су повезани Боби и крупије. Пошто је Флоренс ограничена на дежурство, Двејн је привремено унапређен у детектива. |                    |                        |                  |                 |                   |                                 |
| 51 | 3                  | "Записано у убиству"   | Џонатан Гершфилд | Џастин Јанг     | 18. јануар 2018.  | 8,22                            |
| Пошто је једног јутра отишао сам на купање, тело писца Френка (или Френсиса) О'Тула извучено је из мора ножем кроз срце. Пре своје смрти, Френк се свађао са својим агентом Ларијем око свог могућег преласка на другог агента пошто књиге нису успеле да се продају преко Ларијеве агенција. Осумњичени број један је невидљиви корисник скривеног чамца Отис Фалконер коме Џек и екипа покушавају да уђу у траг, али проналазе готово непостојећи запис о њему док Џек није схватио да анаграм указује на његов идентитет. На другом месту, Двејн упознаје могућу симпатију, али га спутава то што привремено дели са Џеком дом.                                                                    |                    |                        |                  |                 |                   |                                 |
| 52 | 4                  | "Исцелитељ"            | Стјуарт Свасенд  | Том Хигинс      | 25. јануар 2018.  | 7,65                            |
| Познати исцелитељ вером Стедмен Кинг враћа се на СЕнт Мери са својом супругом Амелијом након 35 година одсуства са острва. Када је Стедмен извршио исцељење пријатеља из детињства, смртно болесна Фабијан бива отрована и умире. Џек и екипа су од почетка убеђени да је сам Стедмен одговоран за убиство, али брзо постају збуњени када нико други из скупштине који је пио из исте шоље као и Фабијан а није отрован. Када је Амелија открила Џеку прави разлог њеног и Стедменовог повратка на Сент Мери, открива догађај у вези Стедмена који се догодио пре много година. |                    |                        |                  |                 |                   |                                 |
| 53 | 5                  | "Убиство на задушнице" | Ијан Барнс       | Роберт Торогуд  | 1. фебруар 2018.  | 7,53                            |
| Док су на Сент Мерију задушнице, организаторка добротворне аукције у јахт клубу Дејзи Андерсон је убијена пошто је послала паничну поруку свом супругу Фину. Џек и екипа откривају да је Дејзи имала аферу са чланом јахт клуба Адамом Ворнером, за шта је Фин знао и да је поднео захтев за развод. Међутим, сви осумњичени у овом случају имају алибије. Пошто је приметио лептира на Дејзином телу који би требало да буде у хибернацији, Џек добија велики траг о Дејзином убиству. |                    |                        |                  |                 |                   |                                 |
| 54 | 6                  | "Медитација у убиству" | Ијан Барнс       | Демијан Вејлинг | 8. фебруар 2018.  | 7,38                            |
| Џек и екипа су позвани у духовно уточиште где је власник Данијел Френд пронађен мртав. У тренутку убиства, сви осумњичени у случају су медитирали и били су на видику. Један од осумњичених, новинар на тајном задатку Брин Вилијамс, планирао је да разоткрије Данијела као превару док се други осумњичени Гејб наводно свађао са Данијелом пре његове смрти. Последњи осумњичени Ив је изгубила новац од Данијела, али иако сви имају мотив, Џеку је тешко да пронађе прилику за било кога од њих. Када је Џек сазнао за Данијелову криминалну историју, сазнаје да се Данијел заправо звао Мајкл Бенет. Такође се показало да је то важан траг који помаже екипи да разуме зашто је Мајкл убијен. |                    |                        |                  |                 |                   |                                 |
| 55 | 7                  | "Тамне успомене"       | Сара Вокер       | Џејмс Хол       | 15. фебруар 2018. | 7,6                             |
| Ж. П.-ов стари школски пријатељ Кордел Томас признаје убиство Јуџина Џоунса. Џек није убеђен да је Кордел убио Јуџина на основу кикирикија који је Јуџин стезао у шаци када је умро. Џек и екипа затим проналазе украдене ствари бившег осуђеника Чарлија Блејка у Јуџиновој кући док такође сазнају да је Јуџинова сестра имала проблема са Јуџином пре његове смрти. Са друге стране, Двејн слави рођендан са својом девојком Дарлин и оцем Нелсоном који је дошао код њега. |                    |                        |                  |                 |                   |                                 |
| 56 | 8                  | "Мелодија убиства"     | Сара Вокер       | Вил Фишер       | 22. фебруар 2018. | 7,19                            |
| Када је водећи гитариста популарног реге бенда са Сент Мерија Били Спрингер убијен у својој свлачионици након концерта, Џек мора да реши двоструко убиство, па и случај који прогања начелника већ 30 година. У међувремену, Нелсон Мајерс се придружује свом сину Двејну и осећа се као код куће на Карибима. |                    |                        |                  |                 |                   |                                 |